# Костюшко Фёдорович

Герб Костюшко — Рох III

Костю́шко (Константин) Фёдорович (пол. Kostiuszko Fiodorowicz) — дьяк и секретарь в канцелярии великих князей литовских Александра Ягеллона и в первые годы правления Сигизмунда I Старого (ориентировочно с 1492 по 1509). Каменецкий шляхтич.
Представитель шляхетского рода герба Рох III, ветви Костюшко-Сехновицких, названных так от названия имения Сехновичи, которое вместе с двумя прилегающими к нему поселениями король польский Казимир IV подарил в 1458 году его отцу Фёдору, основателю рода Костюшко.
Константин Фёдорович пользовался большим уважением у великих князей литовских Александра Ягеллона и Жигимонта I, причём последний, за особые заслуги ласково называл его не Константином, а уменьшительно — «Костюшко», отсюда и пошло название рода.
Константин Фёдорович служил у Сигизмунда I составителем дипломатических документов (нотарием), за что тот наделил его правом пользоваться гербом «Рох III» и подтвердил право владения на Сехновичи в привилее: 

«…мы тое сельцо Сехновичи тые три чоловеки и с братьею, и с детьми их, и с внуками, и тые пашни, и дубровы, и лес ему дали во всим..».
Константин Фёдорович женился на Анне, дочери князя Юрия Гольшанского, в браке с которой родился сын Николай Костюшко-Сехновицкий.
Прадед Анджея Тадеуша Костюшко, организатора известного восстания.